# Lok-Sabha-Wahlkreis Belgaum
Der Lok-Sabha-Wahlkreis Belgaum ist ein Wahlkreis bei den Wahlen zur Lok Sabha, dem Unterhaus des indischen Parlaments. Er liegt im Bundesstaat Karnataka und umfasst ein Gebiet im Süden des Distrikts Belagavi (Belgaum).
Bei der letzten Wahl zur Lok Sabha waren 1.581.017 Einwohner wahlberechtigt.

## Letzte Wahl
Die Wahl zur Lok Sabha 2014 hatte folgendes Ergebnis:
| Kandidat                    | Partei                | Stimmen |
| --------------------------- | --------------------- | ------- |
| Suresh Channabasappa Angadi | BJP                   | 51,4 %  |
| Laxmi R. Hebbalkar          | INC                   | 44,4 %  |
| Sonstige                    | Sonstige              | 3,1 %   |
| Keiner der Kandidaten       | Keiner der Kandidaten | 1,1 %   |

## Wahl 2009
Die Wahl zur Lok Sabha 2009 hatte folgendes Ergebnis:
| Kandidat                    | Partei   | Stimmen |
| --------------------------- | -------- | ------- |
| Suresh Channabasappa Angadi | BJP      | 50,9 %  |
| Amarsinh Vasantrao Patil    | INC      | 35,2 %  |
| A. B. Patil                 | JD(S)    | 9,1 %   |
| Sonstige                    | Sonstige | 4,8 %   |

## Bisherige Abgeordnete
| Wahl | Name                               | Partei | Stimmen |
| ---- | ---------------------------------- | ------ | ------- |
| 1957 | Balavantrao Nageshrao Datar        | INC    | 51,8 %  |
| 1962 | Balavantrao Nageshrao Datar        | INC    | 51,1 %  |
| 1967 | N. M. Nabisab                      | INC    | 59,3 %  |
| 1971 | Kotrashetti Appayappa Karaveerappa | INC    | 59,3 %  |
| 1977 | Kotrashetti Appayappa Karaveerappa | INC    | 53,8 %  |
| 1980 | Sidnal Shanmukhappa Basappa        | INC(I) | 50,7 %  |
| 1984 | Sidnal Shanmukhappa Basappa        | INC    | 41,5 %  |
| 1989 | Sidnal Shanmukhappa Basappa        | INC    | 30,8 %  |
| 1991 | Sidnal Shanmukhappa Basappa        | INC    | 30,1 %  |
| 1996 | Koujalagi Shivanand Hemappa        | JD     | 34,0 %  |
| 1998 | Babagouda Rudragouda Patil         | BJP    | 44,4 %  |
| 1999 | Amarsinh Vasantrao Patil           | INC    | 46,5 %  |
| 2004 | Suresh Channabasappa Angadi        | BJP    | 45,9 %  |
| 2009 | Suresh Channabasappa Angadi        | BJP    | 50,9 %  |
| 2014 | Suresh Channabasappa Angadi        | BJP    | 51,4 %  |

## Wahlkreisgeschichte
Der Wahlkreis Belgaum besteht seit der Lok-Sabha-Wahl 1957. Vorgängerwahlkreis bei der ersten Lok-Sabha-Wahl 1951 war der Wahlkreis Belgaum South. Bis 1973 gehörte der Wahlkreis zum Bundesstaat Mysore, ehe dieser in Karnataka umbenannt wurde.